# Poleng

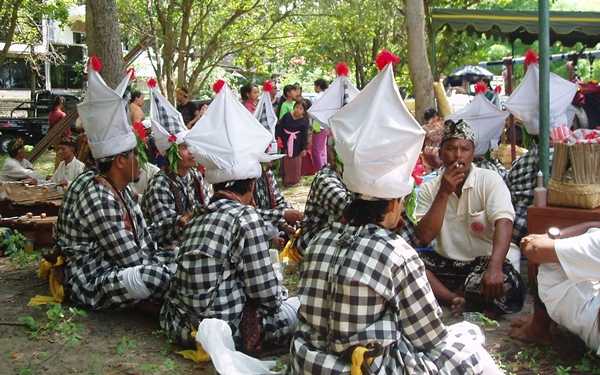
Danseurs de baris balinais en costume poleng.

Le poleng est le nom indonésien d'un motif textile en damier noir et blanc utilisé pour les tissus en particulier à Bali et à Java. Essentiel dans la culture balinaise, il est notamment utilisé pour couvrir les statues et arbres vénérables.

## Emploi

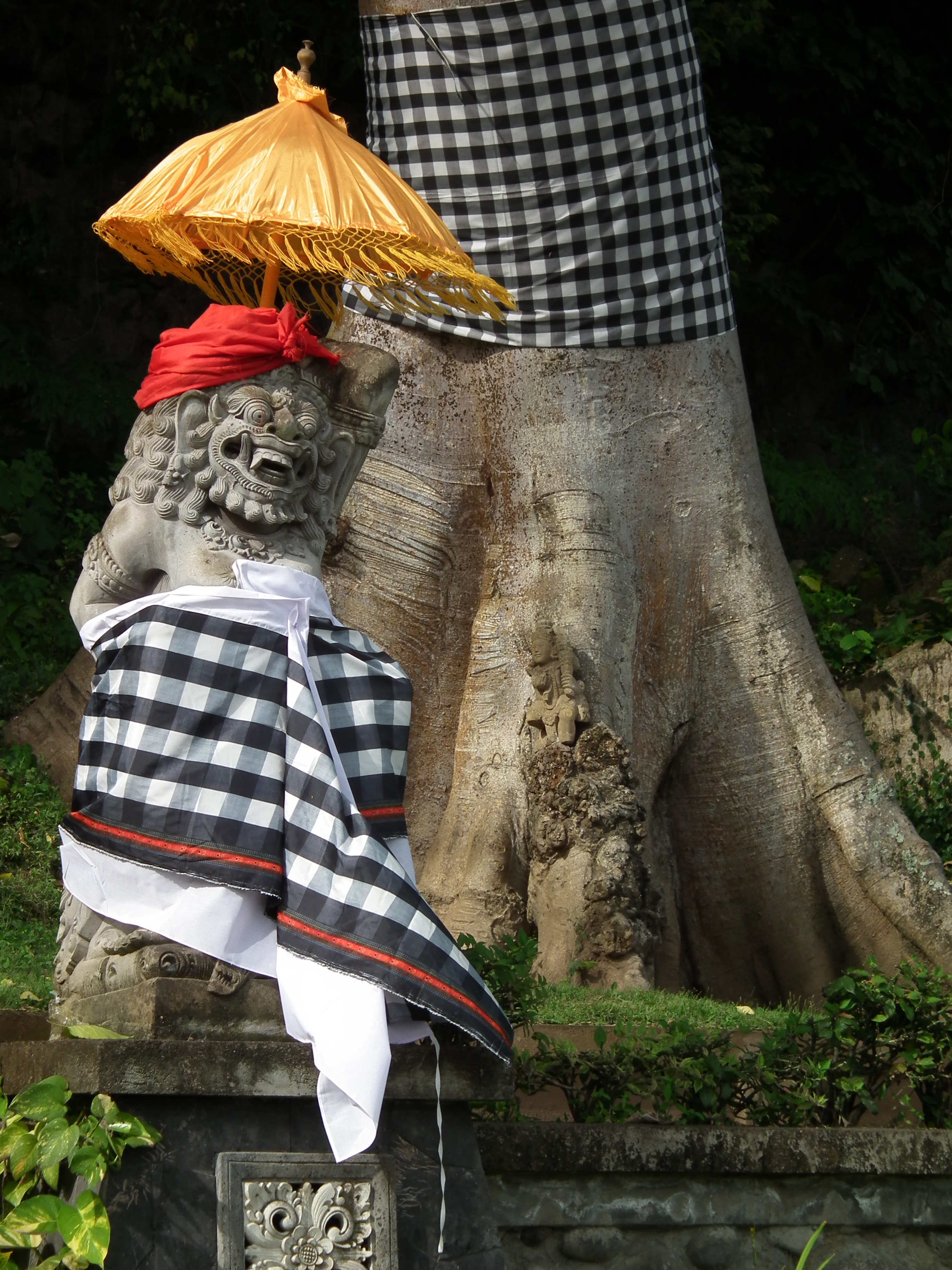
Une statue de divinité et un arbre vêtus de poleng à Bali.

À Java, le tissu poleng fait partie des offrandes dans les cérémonies du type labuhan à la Ratu Kidul, la « reine du Sud », au mont Merapi et au mont Lawu.
À Bali, on se sert de tissu poleng pour couvrir les statues et orner les temples et certains gamelan, le blanc et le noir y symbolisent l'harmonie des énergies positives et négatives. Il s'agit d'un élément très importante de la culture balinaise, et le gouvernement local forme régulièrement les guides touristiques à la signification du Poleng,  car ce tissu habillant toutes les statues et arbres suscite beaucoup de questions des touristes, très nombreux sur l'île.